# Liste der Mitglieder der American Academy of Arts and Sciences/1895
Im Jahr 1895 wählte die American Academy of Arts and Sciences 18 Personen zu ihren Mitgliedern.

## Neugewählte Mitglieder
- Henry Bessemer (1813–1898)
- Samuel Fessenden Clarke (1851–1928)
- Marie Alfred Cornu (1841–1902)
- William Thomas Councilman (1854–1933)
- William Price Craighill (1833–1909)
- Charles Benedict Davenport (1866–1944)
- Benjamin Kendall Emerson (1843–1932)
- Hammond Vinton Hayes (1860–1947)
- Robert Tracy Jackson (1861–1948)
- John Sterling Kingsley (1854–1929)
- Sven Lovén (1809–1895)
- George Howard Parker (1864–1955)
- Sir Frederick Pollock, 3. Baronet (1845–1937)
- Jacobus Henricus van ’t Hoff (1852–1911)
- Arthur Gordon Webster (1863–1923)
- John Eliot Wolff (1857–1940)
- William McMichael Woodworth (1864–1912)
- Paul Sebastian Yendell (1844–1918)